# Through the Looking Glass (альбом)
Through the Looking Glass — восьмий студійний альбом англійського рок-гурту Siouxsie and the Banshees. Альбом є збіркою кавер-версій. Він був спродюсований спільно з Майком Хеджесом і випущений у березні 1987 року на лейблі Polydor. Through the Looking Glass включав два сингли: «This Wheel's on Fire» і «The Passenger». Це був другий і останній альбом, записаний з гітаристом Джоном Валентайном Карратерсом. Деякі з їхніх кавер-версій були високо оцінені самими виконавцями оригінальних пісень.
У жовтні 2024 року альбом було перевидано на кришталево чистому вінілі з новим художнім оформленням, що містила дзеркальний ефект обкладинки. Видання з додатковим розкладним постером було доступне на сайті гурту.

## Трек-лист
| Сторона 1 | Сторона 1                                   | Сторона 1                                  | Сторона 1                                                   | Сторона 1  |
| #         | Назва                                       | Автор                                      | Оригінальний виконавець                                     | Тривалість |
| --------- | ------------------------------------------- | ------------------------------------------ | ----------------------------------------------------------- | ---------- |
| 1.        | «This Town Ain't Big Enough for Both of Us» | Рон Мейл                                   | Sparks                                                      | 3:09       |
| 2.        | «Hall of Mirrors»                           | Ральф Гюттер, Флоріан Шнайдер, Еміль Шульт | Kraftwerk                                                   | 5:03       |
| 3.        | «Trust in Me»                               | Брати Шерман                               | Каа (голос Стерлінга Голловея) у мультфільмі Книга джунглів | 4:06       |
| 4.        | «This Wheel's on Fire»                      | Боб Ділан, Рік Данко                       | Боб Ділан і The Band                                        | 5:17       |
| 5.        | «Strange Fruit»                             | Льюїс Аллан                                | Біллі Голідей                                               | 3:53       |

| Сторона 2 | Сторона 2                 | Сторона 2                                               | Сторона 2               | Сторона 2  |
| #         | Назва                     | Автор                                                   | Оригінальний виконавець | Тривалість |
| --------- | ------------------------- | ------------------------------------------------------- | ----------------------- | ---------- |
| 6.        | «You're Lost Little Girl» | Джон Денсмор, Роббі Крігер, Рей Манзарек, Джим Моррісон | The Doors               | 2:57       |
| 7.        | «The Passenger»           | Іггі Поп, Рікі Ґардінер                                 | Іггі Поп                | 5:10       |
| 8.        | «Gun»                     | Джон Кейл                                               | Джон Кейл               | 5:06       |
| 9.        | «Sea Breezes»             | Браян Феррі                                             | Roxy Music              | 4:15       |
| 10.       | «Little Johnny Jewel»     | Том Верлен                                              | Television              | 4:56       |

| Бонус-треки ремастированого CD-перевидання 2014 року | Бонус-треки ремастированого CD-перевидання 2014 року | Бонус-треки ремастированого CD-перевидання 2014 року | Бонус-треки ремастированого CD-перевидання 2014 року | Бонус-треки ремастированого CD-перевидання 2014 року |
| #                                                    | Назва                                                | Автор                                                | Оригінальний виконавець                              | Тривалість                                           |
| ---------------------------------------------------- | ---------------------------------------------------- | ---------------------------------------------------- | ---------------------------------------------------- | ---------------------------------------------------- |
| 11.                                                  | «She Cracked»                                        | Джонатан Річман                                      | The Modern Lovers                                    | 3:07                                                 |
| 12.                                                  | «Song from the Edge of the World» (Single Version)   | Siouxsie and the Banshees                            |                                                      | 3:45                                                 |
| 13.                                                  | «This Wheel's on Fire» (Incendiary Mix)              |                                                      |                                                      | 7:27                                                 |
| 14.                                                  | «The Passenger» (Locomotion Mix)                     |                                                      |                                                      | 8:05                                                 |

## Персоналії
Siouxsie and the Banshees
- Сьюзі Сью — вокал
- Стівен Северін — електричний бас і клавішні
- Баджі — барабани і перкусія
- Джон Валентайн Карратерс — гітари і клавішні

Додатковий персонал
- Мартін Маккаррік — віолончель, клавішні, аранжування струнних
- Джоселін Пук — альт
- Джині Болл — скрипка
- Піт Томс — тромбон
- Люк Танні — труба
- Мартін Добсон — саксофон
- Джулі Алісс — арфа
- Майк Хеджес — продюсер, звукорежисер

## Чарти
| Чарт (1987)                                          | Пікова позиція |
| ---------------------------------------------------- | -------------- |
| Нідерланди Dutch Albums (MegaCharts)                 | 62             |
| European Albums (Music & Media)                      | 28             |
| Німеччина German Albums (Offizielle Top 100)         | 59             |
| Нова Зеландія New Zealand Albums (Recorded Music NZ) | 46             |
| Швеція Swedish Albums (Sverigetopplistan)            | 23             |
| Швейцарія Swiss Albums (Schweizer Hitparade)         | 29             |
| Велика Британія UK Albums (OCC)                      | 15             |
| US Billboard 200                                     | 188            |

## Сертифікації
| Регіон                                             | Сертифікація | Продажі |
| -------------------------------------------------- | ------------ | ------- |
| Велика Британія (BPI)                              | Срібний      | 60 000^ |
| ^відвантаження, що базуються лише на сертифікаціях |              |         |